# Schmittius
Schmittius is een geslacht van kreeftachtigen uit de klasse van de Malacostraca (hogere kreeftachtigen).

## Soorten
- Schmittius peruvianus Manning, 1972
- Schmittius politus (Bigelow, 1891)